# Zákány, Somogy
Zákány  este un sat în districtul Csurgó, județul Somogy, Ungaria, având o populație de 1.194 de locuitori (2011). 

## Demografie
Componența etnică a satului Zákány
     Maghiari (91,64%)
     Romi (6,76%)
     Alții (1,6%)
Componența confesională a satului Zákány
     Romano-catolici (56,62%)
     Fără religie (7,54%)
     Luterani (3,6%)
     Reformați (3,52%)
     Necunoscută (28,31%)
     Atei (0,42%)
     Alte religii (0,59%)
Conform recensământului din 2011, satul Zákány avea 1.194 de locuitori. Din punct de vedere etnic, majoritatea locuitorilor (91,64%) erau maghiari, cu o minoritate de romi (6,76%).  Din punct de vedere confesional, majoritatea locuitorilor (56,62%) erau romano-catolici, existând și minorități de persoane fără religie (7,54%), luterani (3,6%) și reformați (3,52%). Pentru 28,31% din locuitori nu este cunoscută apartenența confesională.